# Patrick Rosso
Pour les articles homonymes, voir Rosso.
Patrick Rosso, née le 6 mai 1969, est un judoka français évoluant dans la catégorie des moins de 71 kg (poids légers). Il est médaillé à deux reprises aux Championnats d'Europe, en argent en 1994 et en bronze en 1993.

## Palmarès
| Année | Compétition           | Lieu      | Résultat |                |
| ----- | --------------------- | --------- | -------- | -------------- |
| 1991  | Championnats du monde | Barcelone | 7e       | Moins de 71 kg |
| 1993  | Championnats d'Europe | Athènes   | 3e       | Moins de 71 kg |
| 1993  | Jeux méditerranéens   | Perpignan | 1er      | Moins de 71 kg |
| 1993  | Championnats du monde | Hamilton  | 5e       | Moins de 71 kg |
| 1994  | Championnats d'Europe | Gdańsk    | 2e       | Moins de 71 kg |

| Année | Compétition                       | Lieu        | Résultat |
| ----- | --------------------------------- | ----------- | -------- |
| 1991  | Championnats d'Europe par équipes | Bois-le-Duc | 2e       |
| 1992  | Championnats d'Europe par équipes | Leonding    | 1er      |
| 1993  | Championnats d'Europe par équipes | La Haye     | 1er      |
| 1994  | Championnats du monde par équipes | Paris       | 1er      |
| 1994  | Championnats d'Europe par équipes | La Haye     | 3e       |
| 1995  | Championnats d'Europe par équipes | Trnava      | 3e       |